# Pioneros de Querétaro
| Pioneros de Querétaro | Pioneros de Querétaro                                                                          |
| Gegründet 2018 Spielen in Corregidora, Querétaro | Gegründet 2018 Spielen in Corregidora, Querétaro                                               |
| --- | ---------------------------------------------------------------------------------------------- |
| \| \| \| \| \| \| |                                                                                                |
| Liga |                                                                                                |
| - Fútbol Americano de México (2019) - Liga de Fútbol Americano Profesional (2020) North Division - Fútbol Americano de México (2022) - International Football Alliance (2025) |                                                                                                |
| Personal |                                                                                                |
| Head Coach | Art Briles                                                                                     |
| Teamgeschichte |                                                                                                |
| Teamnamen | - Pioneros de Querétaro (2018–2023) - Dallas Pioneers (2024–2025) - Texas Pioneros (seit 2025) |
| Erfolge |                                                                                                |
| Meisterschaften (1) Balón de Plata 2019 |                                                                                                |
| Play-off-Teilnahmen (1) FAM 2019 |                                                                                                |
| Stadien |                                                                                                |
| - Unidad Deportiva El Pueblito (2019, 3.000 Plätze) - La Pirámide, El Pueblito (2020–2022, 6.000 Plätze) - Birkelbach Field, Georgetown (ab 2025, 12.442 Plätze)              |                                                                                                |
| |                                                                                                |
| |                                                                                                |

Pioneros de Querétaro ist ein American-Football-Team, gegründet 2018 in Corregidora im mexikanischen Bundesstaat Querétaro. Die Pioneros gewannen 2019 die Meisterschaft in der Profiliga Fútbol Americano de México (FAM). 
2025 startet das nach Georgetown, Texas, USA umgezogene Team unter dem Namen Texas Pioneros in die International Football Alliance.

## Geschichte
Die Pioneros wurde im Dezember 2018 als eines der Gründungsmitglieder der Fútbol Americano de México (FAM) gegründet. Die FAM entstand in Konkurrenz zur bestehenden Liga de Fútbol Americano Profesional (LFA). 
Erster Head Coach wurde Gene Dahlquist, der das Team jedoch nach zwei Spielen aus persönlichen Gründen verließ und durch Rassielh López ersetzt wurde. Das Team erreichte in der ersten FAM-Saison mit fünf Siegen bei drei Niederlagen den ersten Platz der regulären Saison. Nach einem knappen 13:12-Sieg gegen die Titanes im Halbfinale zogen die Pioneros in den Balón de Plata I ein. Dort gewann man mit 16:0 gegen die Centauros den ersten Meistertitel.
Nach der Saison wechselten die Pioneros in die LFA. Das Team tat sich in der Liga aber schwer, erst am fünften Spieltag gelang mit neuem Offensive Coordinator und neuem Quarterback der erste Sieg. Nach diesem Spieltag wurde die Saison jedoch aufgrund der COVID-19-Pandemie abgebrochen. Im Februar 2021 gaben LFA und Pioneros bekannt, dass das Team die Liga verlässt. Auf Grund der COVID-19-Pandemie fand in diesem Jahr kein Spielbetrieb statt.
In der Saison 2022 spielten die Pioneros wieder in der FAM. Unter Head Coach Alberto de León kamen die Pioneros auf drei Siege bei fünf Niederlagen und verpassten damit die Playoffs. Ende September 2022 stellte die FAM den Betrieb ein.
Im Mai 2023 gaben die Pioneros bekannt, sich mit drei anderen ehemaligen FAM-Team an der Gründung der grenzübergreifenden mexikanisch-US-amerikanischen Liga International Football Alliance (IFA) zu beteiligen. Die Pioneros zogen dafür nach Dallas, Texas. Nach mehreren Verschiebungen soll die IFA Ende Mai 2025 starten. Im Februar 2025 wurde das Birkelbach Field in Georgetown in der Nähe der texanischen Hauptstadt Austin als Stadion bekannt gegeben. Das Team firmiert nun unter dem Namen Texas Pioneros.

## Saisonübersicht
| Saison | Liga | Head Coach      | Reguläre Saison | Reguläre Saison | Reguläre Saison | Reguläre Saison | Playoffs           | Playoffs           | Playoffs           | Playoffs           |
| Saison | Liga | Head Coach      | S               | N               | SQ              | Rang            | S                  | N                  | SQ                 | Ergebnis           |
| ------ | ---- | --------------- | --------------- | --------------- | --------------- | --------------- | ------------------ | ------------------ | ------------------ | ------------------ |
| 2019   | FAM  | Rassielh López  | 5               | 3               | 0.625           | 1.              | 2                  | 0                  | 1.000              | Meisterschaft      |
| 2020   | LFA  | Rassielh López  | 1               | 4               | 0.200           | 4.              | Saison abgebrochen | Saison abgebrochen | Saison abgebrochen | Saison abgebrochen |
| 2022   | FAM  | Alberto de León | 3               | 5               | 0.375           | 6.              | –                  | –                  | –                  | –                  |